# Antonio Azzollini
Antonio Azzollini (Molfetta, 30 maggio 1953) è un politico italiano.

## Biografia
Nato il 30 maggio 1953 a Molfetta, in provincia di Bari, è un avvocato dal 1984 e cassazionista dal 1999, specialista in diritto civile, fiscale, tributario, societario, commerciale. Ha all'attivo la militanza prima in Lotta Continua e nel Partito di Unità Proletaria, per poi approdare al PCI - PDS dal quale viene espulso per la sua partecipazione alla Giunta comunale (definita "di unità") guidata da Annalisa Altomare (ex-DC).
Successivamente viene candidato Sindaco dal Partito Popolare Italiano e da liste civiche collegate ottenendo un risultato che lo pone all'attenzione delle forze moderate della città per la sua opera d'opposizione in consiglio comunale al Sindaco Guglielmo Minervini, eletto Sindaco di Molfetta il 26 giugno del 1994. Dopo la scesa in campo di Berlusconi, entra in Forza Italia e viene eletto senatore nella XIII Legislatura nella lista azzurra: pur risultando sconfitto da Giuseppe Ayala viene comunque eletto con il meccanismo del recupero proporzionale.
Nel 2001 viene rieletto con il 45,7% dei voti contrapposto proprio all'ex-sindaco Guglielmo Minervini, allora candidato dell'Ulivo.
È stato Presidente della 5ª Commissione Permanente del Senato (Bilancio), fino al 27 aprile 2006. Alle elezioni politiche del 9-10 aprile (XV Legislatura) nominato candidato alla carica senatoriale dai vertici di Forza Italia riesce a farsi eleggere per la terza volta consecutiva Senatore diventando tesoriere del gruppo al Senato. Non assume cariche al Senato perché si candida come sindaco di Molfetta, vincendo al secondo turno contro il candidato sindaco dell'Udeur Di Gioia (che nel frattempo aveva vinto le primarie indette dalla coalizione di centro sinistra).
Tra gli atti parlamentari degli ultimi anni spicca il voto favorevole all'Indulto (Legge 31 luglio 2006, n. 241). In qualità di sindaco di Molfetta, avvia la procedura per dotare la città di un nuovo porto commerciale. In seguito alla caduta del governo Prodi (febbraio 2008) si dimette dalla carica di sindaco di Molfetta per ricandidarsi a Senatore, e contemporaneamente si ricandida a Sindaco di Molfetta. Potendo fruire della seconda posizione dietro Adriana Poli Bortone nella lista del Popolo delle Libertà, Azzollini viene riconfermato Senatore della Repubblica; viene inoltre riconfermato sindaco contro Salvemini, candidato del PD che poteva fruire anche dell'appoggio dell'UDC, nonché dell'ex andreottiano di ferro Enzo De Cosmo.
Azzollini diventa quindi Sindaco di una città con più di 60.000 abitanti, Senatore della Repubblica in carica e inoltre Presidente di Commissione al Senato della Repubblica. Questa anomalia sarà oggetto di una puntata della trasmissione televisiva Report del 21 marzo 2010. Dal 2008 è inoltre presidente della 5ª Commissione Bilancio del Senato.
Il 12 settembre 2008, in seguito ad un ricorso della Consigliera di Parità e dalla Commissione Pari Opportunità della Regione Puglia, nonché dall'Associazione Tessere e dall'Avvocato Francesca la Forgia in proprio, il T.A.R. impone la presenza femminile in Giunta, prevista anche dall'art. 37 dello Statuto Comunale, non ritenendo sufficiente e pertinente l'elezione in Consiglio comunale di donne. Si tratta di un precedente nazionale, che porterà a ricorsi in tutta Italia contro le giunte al maschile.
Il 29 ottobre 2009 presenta due emendamenti alla legge finanziaria 2010. 
Il primo prevedeva l'innalzamento dell'età pensionabile per i magistrati della Cassazione da 75 a 78 anni; il secondo emendamento era la "definizione agevolata delle liti tributarie". Solo il primo dei due è stato allora approvato.
Nell'agosto 2011 è relatore del ddl Anticrisi 2011 sulla manovra-bis. Azzollini inoltre è relatore di diversi emendamenti come quello che prevede il carcere per chi evade più di 3 milioni al Fisco e sulla possibilità di pubblicare ogni reddito in rete. La Manovra è approvata dal Senato il 7 settembre 2011 attraverso il voto di fiducia con 165 si, 141 no e 3 astenuti.
Il 29 ottobre 2012 si dimette da sindaco di Molfetta.
Alle elezioni politiche del 2013 viene rieletto per l'ultima volta senatore, tra le liste de Il Popolo della Libertà.
Il 7 maggio 2013 viene rieletto presidente della Commissione Bilancio del Senato.
Il 16 novembre 2013, contestualmente alla sospensione delle attività del Popolo della Libertà e al rilancio di Forza Italia, aderisce al Nuovo Centrodestra guidato da Angelino Alfano.
L'8 luglio 2015 rassegna le dimissioni dalla carica di presidente della Commissione Bilancio.
Dal 4 agosto 2016 lascia il Nuovo Centrodestra e ritorna in Forza Italia. Dopo 22 anni trascorsi ininterrottamente in Parlamento non è più ricandidato alle elezioni politiche del 2018. Due anni più tardi si candida alle regionali in Puglia, nella provincia di Bari, per Forza Italia a sostegno di Raffaele Fitto ma arriva terzo raccogliendo 4.438 preferenze.

## Vicende giudiziarie
Il 7 ottobre 2013 è indagato assieme ad altri 60 tra funzionari comunali, ex amministratori e politici, in una maxi truffa da 150 milioni di euro legata all'opera di costruzione del porto di Molfetta, appaltata nel 2007 e mai terminata. Per tale inchiesta la Procura di Trani chiede al Senato l'utilizzo di alcune intercettazioni pari a 10 telefonate per utilizzarle a fini probatori.
Il 7 ottobre 2014 la Giunta delle Elezioni e delle Immunità Parlamentari del Senato respinge (con 5 sì e 13 no) la relazione Casson (Partito Democratico), favorevole alla concessione delle intercettazioni. In seguito a ciò, il Presidente della Giunta Dario Stefàno nomina nuovo relatore il senatore Claudio Moscardelli (Partito Democratico), che propone all'Aula il diniego dell'utilizzo delle intercettazioni. In seguito a ciò il senatore Casson si sospende dal Partito Democratico.
Il 4 dicembre 2014 il Senato approva (con 180 sì, 36 no e 17 astenuti) la relazione Moscardelli, negando quindi definitivamente l'uso delle intercettazioni. Hanno votato a favore Partito Democratico, Nuovo Centrodestra, Per le Autonomie-PSI-MAIE, Grandi Autonomie e Libertà, Forza Italia e Lega Nord. Hanno invece votato contro Movimento 5 Stelle, Sinistra Ecologia Libertà, Movimento X, Italia Lavori in Corso e alcuni dissidenti del PD.
Il 9 giugno 2015 la Procura di Trani chiede per il senatore Azzollini l'autorizzazione all'utilizzo degli arresti domiciliari, nell'ambito di un'inchiesta che lo vede indagato per associazione a delinquere, induzione indebita, concorso in bancarotta fraudolenta e concorso in bancarotta semplice. L'inchiesta verte sul fallimento della Casa di Cura "Divina Provvidenza", in cui Azzollini sarebbe pesantemente coinvolto. Azzollini avrebbe anche fatto indebite pressioni su alcune suore appartenenti alla Casa di Cura, insultandole pesantemente.
L'8 luglio 2015 Azzollini rassegna le dimissioni dalla carica di Presidente della Commissione Bilancio del Senato, carica che ha ricoperto per ben 13 anni. In serata la Giunta delle Elezioni e delle Immunità Parlamentari del Senato approva la relazione Stefàno (Sinistra Ecologia e Libertà), favorevole alla concessione degli arresti domiciliari.
Il 29 luglio 2015 il Senato respinge a voto segreto (con 96 sì, 189 no e 17 astenuti) la relazione Stefàno, negando quindi la concessione degli arresti domiciliari. Hanno annunciato il proprio voto favorevole Movimento 5 Stelle, Lega Nord, Sinistra Ecologia e Libertà, L'Altra Europa con Tsipras e Movimento X. Hanno annunciato voto contrario Forza Italia, Area Popolare (NCD-UDC), Grandi Autonomie e Libertà, e Conservatori e Riformisti. I gruppi Partito Democratico e Per le Autonomie-PSI-MAIE ha lasciato libertà di voto ai propri senatori. L'esito del voto provoca le violente proteste dei senatori del Movimento 5 Stelle, tanto che il Presidente del Senato Pietro Grasso è costretto a sospendere la seduta. Il 15 novembre 2015 la Corte di cassazione annulla l'ordine di custodia cautelare. Il 20 dicembre 2019 Azzollini e tutti gli altri imputati per il processo sul porto di Molfetta vengono assolti.
A gennaio 2020 il Tribunale di Trani ha condannato Azzollini ad un anno e tre mesi di reclusione (pena sospesa) per concorso in bancarotta semplice per mancata tempestiva richiesta di fallimento, con l’aggravante del danno patrimoniale di rilevante gravità, al termine del processo sul crac da 500.000 euro della "Casa della Divina Provvidenza" di Bisceglie..